# Eulasia bodemeyeri
Eulasia bodemeyeri es una especie de coleóptero de la familia Glaphyridae.

## Distribución geográfica
Habita en Irán.